# Cañada Rica, Puebla
Cañada Rica är en ort i Mexiko.   Den ligger i kommunen Eloxochitlán och delstaten Puebla, i den sydöstra delen av landet, 250 km öster om huvudstaden Mexico City. Cañada Rica ligger 957 meter över havet och antalet invånare är 120.
Terrängen runt Cañada Rica är bergig åt sydväst, men åt nordost är den kuperad. Terrängen runt Cañada Rica sluttar österut. Runt Cañada Rica är det ganska tätbefolkat, med 100 invånare per kvadratkilometer. Närmaste större samhälle är Zongolica, 18,4 km nordväst om Cañada Rica. I omgivningarna runt Cañada Rica växer huvudsakligen savannskog.